# Vinnius petropolis
Vinnius petropolis är en spindelart som först beskrevs av Cândido Firmino de Mello-Leitão 1943.  
Vinnius petropolis ingår i släktet Vinnius och familjen hoppspindlar. Inga underarter finns listade i Catalogue of Life.